# Myricales
Las Myricales son un orden de plantas dicotiledóneas, que solo comprede una familia:
- Myricaceae.

Hojas simples, alternas; Flores unisexuales, monoicas y reunidas en amentos axiales, frutos en drupa.
Para la clasificación filogenética no es un orden apropiado y se incluye en el orden de las Fagales.
- Datos: Q2106238
- Multimedia: Myricales / Q2106238